# Il Vangelo secondo la Scienza
Il Vangelo secondo la Scienza è un saggio scritto dal matematico Piergiorgio Odifreddi, pubblicato per la prima volta nel 1999.
In questo libro vengono considerati dal punto di vista della logica gli aspetti scientifici della teologia e gli aspetti teologici della fisica e della matematica.

## Titolo
Odifreddi aveva inizialmente proposto il titolo Dalla Galilea a Galileo, ma Giulio Einaudi lo bocciò. Lo scrittore racconta che un suo amico psicanalista interpretò male il titolo originario credendo che Galilea corrispondesse a un nome femminile e che Odifreddi si riferisse al rapporto fra il sesso maschile e quello femminile.

## Struttura
Il saggio si articola in dodici capitoli - il primo dei quali è l'introito - e di una prefazione, aggiunta nel 2008 dallo stesso Odifreddi circa dopo dieci anni dalla effettiva stesura del libro (concluso negli ultimi mesi del 1997, ma pubblicato un anno dopo, nel '99). Ogni capitolo, eccetto i primi tre, è dotato dai 2 ai 5 sottocapitoli, in cui vengono approfonditi gli argomenti suggeriti o spiegati in poche righe dopo il titolo del capitolo. Al termine dell'opera, seguono le sezioni della bibliografia e dell'indice dei nomi in essa menzionati.

## I temi trattati
Nella prefazione l'autore lo dichiara apertamente:
Procedendo nel resto della prefazione a respingere le critiche tessutegli contro - da quella dell'Avvenire, redatta lo stesso giorno della pubblicazione del saggio col titolo "Contro la fede una scienza da rotocalco", fino a quella (ritardataria) del Corriere della Sera scritta da Ernesto Galli della Loggia nel 2007 -, nell'introito riprende quelli che saranno i temi del libro, analizzandoli però da un punto di vista più pratico, attuale e, se vogliamo, anche con un piglio di aggressività.
Ciò che Odifreddi sostiene, e che assolverebbe anche a obiettivo principale del saggio, è che solo avvicinando le due diverse culture, quella scientifica e quella teologica, si può capire e quindi approfondire le risposte assai diverse che entrambe offrono alle medesime problematiche. Le risposte scientifiche offrono dei risultati, delle soluzioni, a dir poco complessi e intricati, quando invece la teologia offre delle risposte decisamente più immediate e rassicuranti. Odifreddi ritiene che «il pedaggio da pagare» per riscattarsi dall'ingenuità e dall'ignoranza del mito religioso sia l'acquisizione della consapevolezza mediante l'adesione alle attendibili, seppur non confortanti, risposte scientifiche.
L'analisi del dissidio tra scienza e teologia seguirà un percorso «in qualche modo parallelo» alle trasformazioni del mito religioso nell'ambito letterario-filosofico e infine scientifico, che verterà soprattutto sugli aspetti sociali, storici, culturali, psicologici e psicoanalitici del fenomeno religioso, nonché sulle conseguenze apportate alle risposte teologiche dalla ricerca scientifica e alle dimensioni trascendenti della logica matematica. Tutto ciò attuando una vera e propria decostruzione delle teorie religiose, sia Occidentali sia Orientali, osservando anche come le citazioni di autori cristiani noti arrivino a contrastare con versioni tra loro molto affini nello stesso campo religioso.
Alla fine, il complesso ragionamento che si snoda nell'intero trattato porterà a una sola e semplice conclusione:

## Edizioni
- Piergiorgio Odifreddi, Il Vangelo secondo la Scienza - Le religioni alla prova del nove, collana ET Saggi, Einaudi, 2005,  p. 224, ISBN 88-06-17392-8.